# 誰找到就是誰的
《誰找到就是誰的》（英語：Finders Keepers）是史蒂芬·金於2015年推出的推理小說，是「比爾·霍吉斯三部曲」的第二部，《賓士先生》的續作。本書故事圍繞著一個隱居退休作家約翰‧羅斯史坦（角色靈感來自約翰·厄普代克、菲利普·羅斯、沙林傑）的謀殺案，及他下落不明的筆記本。

## 故事簡介
瘋狂書迷莫瑞斯因為喜愛的小說吉米‧高德系列結局不如他意，因而憤怒地找上了該系列小說的作者約翰‧羅斯史坦理論，在爭執過程中氣不過的莫瑞斯槍殺了約翰‧羅斯史坦，並搶走了約翰‧羅斯史坦的所有錢財與保險櫃內的未出版吉米‧高德系列小說原稿。莫瑞斯將錢與原稿埋在一棵樹下想要在日後慢慢閱讀，但之後就因為其他案件被捕入獄。
二十多年後，男孩彼得無意間在樹下挖出了莫瑞斯所埋藏的贓物，並因為其中的錢財改變了一家的生活困境，同時也被其中的書稿所著迷而成了羅斯史坦的書迷。
但不久之後莫瑞斯出獄了，當他發現自己埋藏的贓物消失無蹤時，決心要找回自己的吉米‧高德原稿，且不惜為此再開殺戒……

## 改編
《賓士先生》第三季改編本書之劇情。在2020年4月，因為Audience電視網關門且本劇不確定是否續約第四季，影集面臨了未定的未來。